# 阿普林 (喬治亞州)
阿普林（英語：Appling）是位於美國喬治亞州哥倫比亞縣的一個人口普查指定地區。

## 地理
阿普林的座標為33°32′45″N 82°18′57″W / 33.54583°N 82.31583°W，而該地最高點為海拔高度169米（即554英尺）。

## 人口
根據2010年美國人口普查的數據，阿普林的面積為22.86平方千米，當中陸地面積為22.84平方千米，而水域面積為0.02平方千米。當地共有人口771人，而人口密度為每平方千米33人。